# Shadowrun
Shadowrun, właśc. Shadowrun Role Playing Game – system RPG.
Shadowrun to świat przyszłości, mariaż cyberpunka i fantasy. Powstał w 1989 roku. Wydała go nieistnejąca już firma FASA. Autorami pierwszej edycji byli: Robert N. Charette, Paul Hume oraz Tom Dowd. Przez wiele lat ukazało się pięć edycji tego systemu, a także wiele podręczników dodatkowych, figurki produkowane przez Ral Partha, książki, których akcja toczyła się w świecie gry, oraz gra karciana. Ukazały się również dwie gry na konsole Sega Mega Drive i Super Nintendo (SNES), wyprodukowane przez studio Fasa Studio. W 2019 ukazała się najnowsza, szósta edycja systemu.
Kilka lat temu FASA sprzedała Swój dział FASA Interactive firmie Microsoft. 25 stycznia 2005, FASA zaprzestała działalności. Shadowrun wraz z Battletechem został przekazany firmie Wizkids, której założycielem jest Jordan Weisman – jeden z (dwóch) założycieli FASA. W chwili obecnej Shadowruna wydaje na licencji Wizkids firma Catalyst Game Labs, jednak duża część twórców systemu pozostała niezmieniona.
Shadowrun to RPG, gdzie mieszają się elementy cyberpunk i fantasy, których akcja toczy się w latach 2050, 2060 lub 2070 (zależnie od edycji), po tym jak powróciła magia, a technologia objawia swoje cuda i koszmary dzięki cyberprzestrzeni – wszechobecnej sieci komputerowej, oraz inżynierii genetycznej, oraz specyficznemu połączeniu człowieka i maszyny (cyberwszczepy).

## Licencja
WizKids udzieliła licencji na papierową wersję Shadowrun RPG niemieckiemu wydawcy Fantasy Productions (zwanemu również jako FanPro, odpowiedzialnemu też za niemiecką wersję gry), od kiedy FanPro przestało wydawać, prawa do Shadowrun RPG posiada Catalyst Game Labs. WizKids zajęło się, bez powodzenia, produkowaniem kolekcjonerskiej gry figurkowej (action figure) w świecie gry zwanej Shadowrun: Duels.
Gra fabularna Shadowrun Duels oraz kolekcjonerska gra karciana wygrały Origins Awards.
Gry komputerowe na Super Nintendo, Sega Genesis, oraz, jedynie w Japonii na Sega Mega-CD to seria różnych gier, chociaż akcja każdej z nich toczyła się w świecie gry Shadowrun. W różnym stopniu, ale pozostały wierne oryginalnej, papierowej wersji gry, chociaż we wszystkich widać silny wpływ Japończyków . Microsoft ogłosił grę FPP na konsolę Xbox 360 w czerwcu 2005. Ten taktyczny FPS będzie jedną z pierwszych gier, gdzie walczyć ze sobą będą gracze używający konsoli i komputerów PC z systemem Vista. Microsoft zamknął Fasa Studio, a prawa nabyła firma Smith & Tinker, założona przez Jordana Weismana, jednego z twórców marki Shadowrun.

## Świat gry

### Historia
Pojawienie się magii, wybuch plagi VITAS (Virally Induced Toxic Allergy Syndrome), Krach Komputerowy z 2029 (spowodowany złożonym i niemal niepowstrzymanym wirusem komputerowym zwanym "The Crash Entity"), Euro-Wojny, podczas których kraje Europy Zachodniej walczyły z inwazją neokomunistycznej Rosji i inwazją islamistów, oraz rewolty szczepów amerykańskich Indian, chińskich prowincji itd. osłabiły role państw. Nowymi potęgami stały się międzynarodowe spółki, zwane megakorporacjami. W świecie gry, teren korporacji jest obszarem obcego państwa, choć podwójne, państwowo-korporacyjne obywatelstwo jest powszechne. Te megakorporacje, i wiele mniejszych firm, walczą pomiędzy sobą nie tylko poprzez trefne interesy, ale również używają przemocy, porwań pracowników konkurencji lub eliminują czołowych pracowników konkurencji. Ponieważ żadna korporacja nie chce zostać obwiniona o takie metody „walki z konkurencją”, wykorzystuje się do tego osoby niepowiązane z daną firmą – "shadowrunnerów"; osoby bez tożsamości, funkcjonujących poza systemem w którym każdy obywatel jest naznaczony SIN-em (System Identification Number), będącym cyfrowym odpowiednikiem numeru PESEL. Shadowrunnerzy to wyrzutki wychowane na ulicy, lub pozbawieni złudzeń byli pracownicy korporacji, rządu lub wojska, którzy porzucili technokratyczne społeczeństwa, by zyskać wolność.

### Rasy
W grze Shadowrun można grać ludźmi, orkami, trollami, elfami oraz krasnoludami, oraz niektórymi podgatunkami (zwanymi metawariantami), takimi jak gnomy, giganty, minotaury, które wyewoluowały z ludzi, dzięki fenomenowi zwanemu Niewyjaśnionym Fenomenem Genetycznym (Unexplained Genetic Expression), w skrócie "UGE". Rasy nieludzkie zwane są metaludźmi.
Poza tym, wirus znany jako HMHVV (Human Meta-Human Vampiric Virus) z różnymi mutacjami, znany jest z tego, że zmienia inteligentne istoty w bandersnatch, banshee, dzoo-noo-qua, gobliny, ghoule, nosferatu, wampiry, wendigo, dzikich fomorian oraz w inne potwory.

### Korporacje
Stoją ponad prawem, odpowiadają jedynie przed „Sądem Korporacji”, złożonym z członków 10 największych korporacji na świecie:
- Ares Macrotech, konglomerat motoryzacyjno, stalowo, zbrojeniowy, zajmujący się też technologią kosmiczną. Siedziba w Detroit, kierowany przez Damiena Knighta.
- Aztechnology, korporacja z Aztlan (sukcesor Meksyku, wykreowany na podobieństwo cywilizacji Azteków). Dobra konsumpcyjne, chemia oraz przemysł magiczny.
- Fuchi Industrial Electronics, gigant komputerowy zbudowany przez rodziny Nakatomi oraz Yamana z Japonii oraz Richarda Villiersa z Bostonu. Firma została zniszczona podczas wojny korporacji w latach 1959−1960. Z jej resztek powstała nowa korporacja – Novatech, prowadzona przez Villiersa.
- Mitsuhama Computer Technologies, zaczynała jako pralnia pieniędzy dla japońskiej mafii, ale szybko zaczęła generować olbrzymie zyski.
- Renraku Computer Systems, gigant na rynku komputerowym i handlu bronią z Japonią.
- Saeder-Krupp Schwerindustriegesellschaft, największa korporacja na świecie, niemiecki konglomerat zajmujący się produkcją stali, przemysłem ciężkim, samochodami (BMW), bronią i komunikacją w Europie. Właścicielem większości akcji, oraz prezesem jest Lofwyr, wielki smok, który skupił rozsiane akcje spółki.
- Shiawase Corporation, stara firma rodzinna, która przetrwała chaos początków XXI wieku, szybko zaczęła umacniać swoją pozycję w branży energetycznej. Jest to najstarsza megakorporacja, która jako pierwsza wyzwoliła się spod praw państw. Shiawase jest bardziej konserwatywne w swoich działaniach.
- Yamatetsu Corp, gigant na rynku transportu i infrastruktury, wywodzi się z japońsko-filipińskiego holdingu.
- Wuxing Inc., spółka mająca centralę w Hongkongu.
- Cross Applied Technologies, centrala w Wolnym Quebecu dołączyły do ekskluzywnego klubu korporacji AAA (te które mają reprezentanta w Sądzie Korporacji.)

W 2070 (Czwarta Edycja) megakorporacjami pozostają: Ares, Aztechnology, Mitsuhama, Renraku, Saeder-Krupp, Shiawase, i Wuxing. Dodatkowo trzy nowe spółki trafiły na szczyt:
- Evo Corp, to Yamatetsu, które wraz z przeprowadzką centrali firmy do Władywostoku zmieniło też nazwę.
- Horizon, nowa korporacja, która wykorzystała szansę, jaką dał krach Matrycy. Horizon jest potentatem na rynku mediów oraz Public Relations; jej klientem jest m.in. państwo elfów, Tir Tairngire. Chociaż najsilniejsi są w branży medialnej, to mają też mocną pozycję na rynku dóbr konsumpcyjnych, nieruchomości oraz farmaceutyce.
- NeoNET, któremu udało się jakoś powstać tuż po Krachu Matrycy. Jest efektem fuzji firm Novatech, telekomunikacyjnego giganta – Transys Neuronet, oraz firmy Erika, która pierwsza wprowadziła bezprzewodową Matrycę.

### Technologia
Mimo Krachu, który zniszczył wiele danych, postęp technologiczny posuwa się w niesamowitym tempie. Pojawiają się cyberwszczepy – implanty cybernetyczne oraz biowszczepy – implanty stworzone dzięki inżynierii genetycznej.

#### Matryca
Bezpośredni interfejs neuralny (Direct neural interface) umożliwia ludziom bezpośredni dostęp do komputerów i matrycy, globalnej sieci komputerowej odbudowanej po Krachu. Dostęp do Matrycy jest możliwy dla „deckerów” – osób wyposażonych w cyberdecki, które z wyglądu przypominają przenośne komputery. Urządzenia te podłącza się bezpośrednio do mózgu poprzez złącze danych, zazwyczaj umieszczone za uchem. „Deck” może być wtedy podłączony do gniazdka, które podłączone jest do Matrycy. W Czwartej edycji gry Shadowrun znacznie zmieniono zasady dotyczące Matrycy. Najbardziej widoczną zmianą jest zmiana nazwy „decker” na „hacker”, i to, że dostęp do Matrycy jest bezprzewodowy.

### Chronologia
Dokładna chronologia jest dostępna na Shadowrun Timeline.

## Mechanika gry

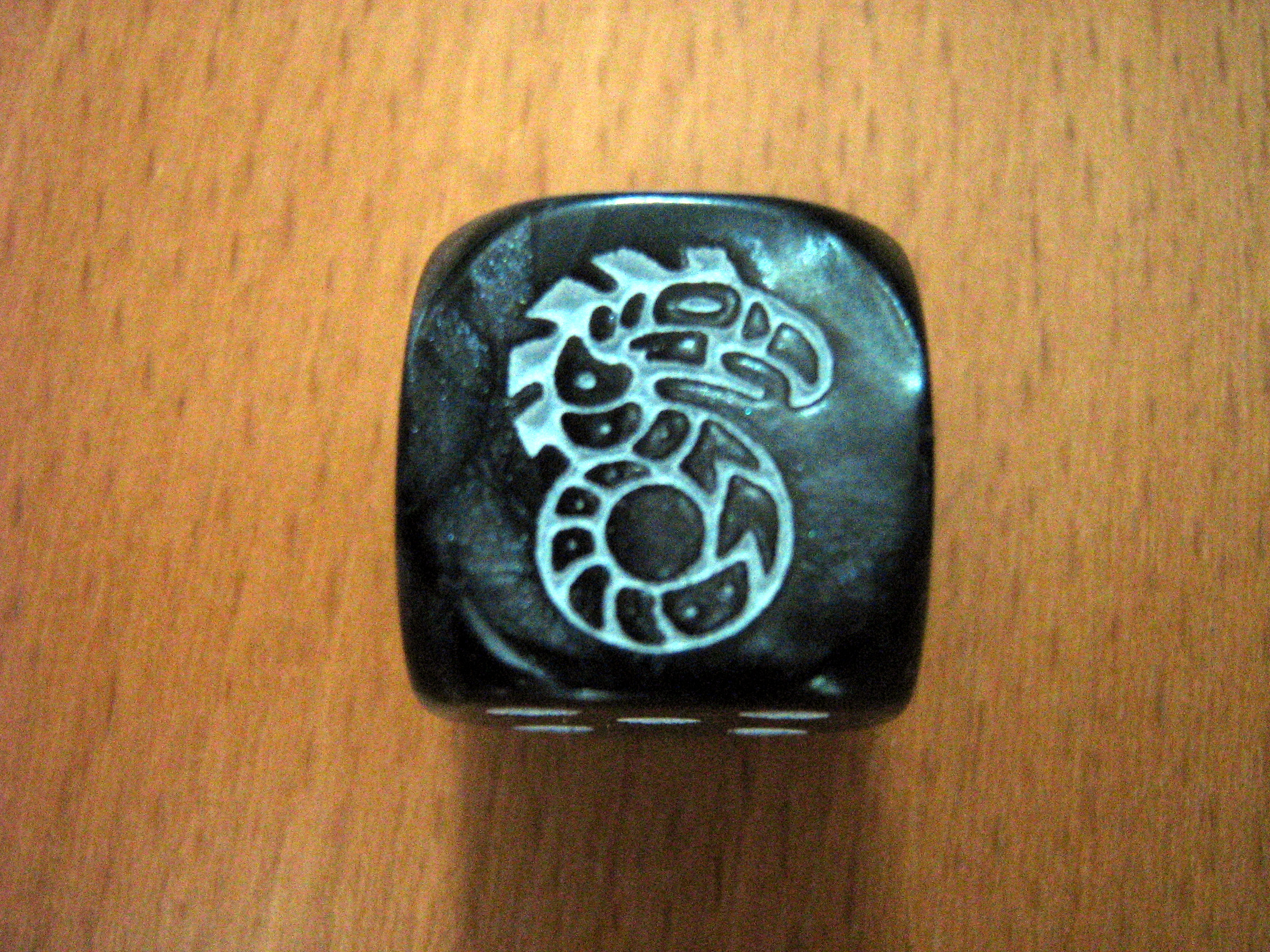
Standardowa kość z logo Shadowrun

Mechanika gry Shadowrun jest oparta na kostkach sześciennych. Gra jest oparta raczej na umiejętnościach, niż na systemie klas czy profesji, ale w podstawowym podręczniku dostępne są archetypy, które mają dać graczom i Mistrzowi Gry pojęcie o możliwościach systemu.
Wszystkie czynności podejmowane w grze, od użycia umiejętności, by wykonać atak podczas walki, mają określony „poziom trudności”, który odzwierciedla skomplikowanie danej akcji, i jest modyfikowany poprzez różne czynniki. Poziom trudności zmienia się między innymi wraz z ograniczoną widocznością, warunkami pogodowymi, kondycją postaci, użyciem narzędzi i tak dalej. Po określeniu poziomu trudności, postać rzuca kośćmi. Im większy dany współczynnik lub umiejętność, tym większą ilością kości rzuca gracz. Sukces osiąga się wtedy, gdy choć na jednej z kości wynik będzie większy lub równy poziomowi trudności. Im więcej kości przekroczy poziom trudności, tym lepiej postać wykonała daną czynność. Np. postać z wysoką umiejętnością walki wręcz nie dość, że ma większą szansę, że uda się jej atak, to prawdopodobieństwo, że zada wysokie obrażenia jest większe. Choć w grze używa się kości sześciościennych, to poziom trudności może przekraczać 6. W takim wypadku rzuca się ponownie kością lub kośćmi, na których wyrzucono sześć (np. by zakończyć sukcesem czynność, która ma poziom trudności 9, trzeba rzucić 6, a tą samą kością rzucić co najmniej 3). Dla jeszcze wyższych poziomów trudności czynność się powtarza (poziom trudności 14 wymaga rzucenia kością najpierw 6, później 6, a później co najmniej 2. 6+6+2=14).
Każda specjalizacja wydaje się być tak od siebie odległa od innych, że napisanie przygody, w której będą uczestniczyć wszystkie postaci w drużynie wydaje się niemożliwe. Jednak archetypy to nie są klasy postaci – gracz może „zmieszać” je ze sobą. Ograniczenia nie wynikają z systemu, ale z dążenia graczy, do stworzenia postaci – specjalistów wysokiej klasy. Ponieważ zasoby do stworzenia postaci są ograniczone, gracz musi określić, czy chce się specjalizować w jednym aspekcie gry (magia, komputery, walka itd.), czy znać się na wszystkim po trochu. System tworzenia postaci porównuje się do tego z gry fabularnej GURPS.
System „kontaktów” umożliwia (za opłatą), graczom łatwy dostęp do umiejętności, których sami nie posiadają. Ciekawe jest to, że w przeciwieństwie do innych gier fabularnych, by wykonać daną czynność, można użyć różnych umiejętności.
Przed trzecią edycją Shadowrun sztywne zasady ograniczały użycie implantów, i gracze, jeśli mają możliwość, woleli biowszczepy lub magię. Po zmianie zasad w trzeciej edycji, gdzie zwiększono możliwości implantów, problem został rozwiązany. Z czasem udało się zbalansować magię i osiągnięcia technologii. Ilość cyberimplantów i biowszczepów ogranicza Esencja, efektem czego są dwie strategie rozwoju postaci: opartej na cyberimplantach, na zasadzie „silny od początku, ale niewiele bardziej z czasem”, lub wolniejszej alternatywie, opartej na rozwoju magii, która z czasem może stać bardzo potężna.
Często pada opinia, że system gry Shadowrun-a, oparty na kościach sześciościennych miał duży wpływ na rozwój przez firmę White Wolf’s jej systemu Storyteller.

### Karma
W trakcie gry, dobrzy gracze są nagradzani punktami Karmy. Punkty te są zazwyczaj dodawane do Dobrej Karmy, która może zostać użyta, by rozwinąć atrybut lub umiejętność. Rozwój umiejętności, która jest już wysoko rozwinięta, kosztuje więcej Dobrej Karmy, niż rozwijanie umiejętności słabo znanych, co zachęca postaci specjalistów by stały się bardziej wszechstronne poprzez wydawanie Dobrej Karmy na słabsze współczynniki. Ten sposób rozwoju poprzez zakup wydaje się bardziej realistyczny, niż oparty na poziomach (tak jak w Dungeons & Dragons), chociaż niektórzy fani gier fabularnych się z tym nie zgadzają. Karma czyni graczy także potężniejszymi od bohaterów niezależnych, ponieważ za każde 10 punktów Dobrej Karmy, dodaje się jeden do Puli Karmy. Pula Karma umożliwia graczom powtórny rzut, lub „kupienie” dodatkowych kości w określonych sytuacjach.

## Shadowrun w Polsce
Pod koniec lat dziewięćdziesiątych wydawnictwo ISA nabyło prawa do wydawania Shadowrun w Polsce. W 1997 r.  wydano podręcznik podstawowy do drugiej edycji, a także kilka podręczników dodatkowych: Grimoire, Katalog Ulicznego Samuraja, Kompan: Poza Cieniami, oraz serię przygód w książce Misje. ISA wydała ponadto tzw. "Trylogię Mocy" (serię książek opisujących przygody Sama Vernera w świecie SR), oraz polską wersję gry karcianej Shadowrun.

## Nawiązania
Shadowrun zyskał prequel w postaci gry Earthdawn (wydany w 1993), Shadowrun to „Szósty Świat”, Earthdawn jest „Czwartym Światem”, a dzisiejsza Ziemia jest końcem okresu zwanego Piątym Światem. Oba systemy tworzyli ci sami ludzie w FASA Corp.
Shadowrun jest silnie oparty na prozie Williama Gibsona (szczególnie powieści Neuromancer), choć w mniejszym stopniu niż gra fabularna Cyberpunk 2020 oraz Cyberpunk RED. Gibson oświadczył w swoim blogu, że nie lubi Shadowruna, ale nie wyjaśnił publicznie, poza obecnością fantastycznych istot w grze, z jakiego powodu.
W 1996 powstała manga Shadowrun autorstwa Saiki Kazumy (ukazała się jedynie w Japonii)

## Publikacje
Książki, które ukazały się po polsku zostały zaznaczone wytłuszczonym tekstem.

### Podręczniki
1. "Shadowrun: Where Man Meets Magic And Machine" First edition, miękka okładka, FASA Corporation "7100" (ISBN 1-55560-133-2)
2. Druga Edycja, "7901", 1992 FASA Corporation, Wydawnictwo ISA 1998
3. Third edition "7001", 1998 FASA Corporation
4. Fourth edition, "26000", 2005 FanPro LLC (ISBN 1-932564-66-7)

### Dodatkowe podręczniki
1. "Shadowrun: Where Man Meets Magic And Machine" First edition, twarda okładka, FASA Corporation "7101"
2. SR1 Game Master Screen (zawiera 32-stronicową przygodę Silver Angel.), FASA Corporation "7102"
3. Sprawl Sites, FASA Corporation "7103"
4. Katalog Ulicznego Samuraja, FASA Corporation "7104"
5. Paranormal Animals of North America, FASA Corporation "7105"
6. The Grimoire, FASA Corporation "7106"
7. Virtual Realities, FASA Corporation "7107"
8. Rigger Black Book, FASA Corporation "7108"
9. Shadowbeat, FASA Corporation "7109"
10. Shadowtech, FASA Corporation "7110"
11. Paranormal Animals of Europe, FASA Corporation "7112"
12. Corporate Shadowfiles, FASA Corporation "7113"
13. Fields of Fire, FASA Corporation "7114"
14. Lone Star, FASA Corporation "7115"
15. Prime Runners, FASA Corporation "7116"
16. Bug City, FASA Corporation "7117"
17. Corporate Security Handbook, FASA Corporation "7118"
18. Cybertechnology, FASA Corporation "7119"
19. Awakenings, FASA Corporation "7120"
20. Threats, FASA Corporation "7121"
21. Portfolio of a Dragon: Dunkelzahns Secrets, FASA Corporation "7122"
22. Underworld Sourcebook, FASA Corporation "7123"
23. Cyberpirates, FASA Corporation "7124"
24. Corporate Download, FASA Corporation "7125"
25. Man and Machine (FanPro "10663"), FASA Corporation "7126"
26. The Year of the Comet (FanPro "10650"), FASA Corporation "7127"
27. Threats 2 (FanPro "10652"), FASA Corporation "7128"
28. High Tech and Low Life – The Art of Shadowrun, FASA Corporation "7701"
29. Shadowrun Second Edition, FASA Corporation "7900" (twarda okładka)
30. SR2 Game Master Screen (zawiera książkę Contacts), FASA Corporation "7902"
31. Grimoire Second Edition, FASA Corporation "7903"
32. Virtual Realities 2.0, FASA Corporation "7904"
33. Shadowrun Kompan. Poza Cieniami, FASA Corporation "7905"
34. Shadowrun Companion: Third Edition, FASA Corporation "7905" Reprint dla Trzeciej edycji. (FanPro 10656)
35. Rigger 2, FASA Corporation "7906"
36. Magic in the Shadows, FASA Corporation "7907" (FanPro 10658)
37. Cannon Companion, FASA Corporation "7908" (FanPro 10659)
38. Matrix, FASA Corporation "7909"

### Opisy miejsc
1. Seattle Sourcebook, FASA Corporation "7201"
2. Native American Nations Volume One, FASA Corporation "7202"
3. London Sourcebook, FASA Corporation "7203"
4. Germany Sourcebook, FASA Corporation "7204"
5. Universal Brotherhood, FASA Corporation "7205"
6. Neo-Anarchists Guide to North America, FASA Corporation "7206"
7. Native American Nations Volume Two, FASA Corporation "7207"
8. The Neo-Anarchists Guide to Real Life, FASA Corporation "7208"
9. California Free State, FASA Corporation "7209"
10. Tir Tairngire, FASA Corporation "7210"
11. Tir na nÓg, FASA Corporation "7211"
12. Denver: The City of Shadows, FASA Corporation "7212"
13. Aztlan, FASA Corporation "7213"
14. Target: UCAS, FASA Corporation "7214"
15. Target: Smugglers Havens, FASA Corporation "7215"
16. New Seattle, FASA Corporation "7216" (FanPro "10657")
17. Target: Matrix, FASA Corporation "7219"

### Przygody
1. DNA/DOA „7301”
2. Mercurial „7302”
3. Dreamchipper „7303”
4. Queen Euphoria „7304”
5. Bottled Demon „7305”
6. Harlequin „7306”
7. Dragon Hunt „7307”
8. Total Eclipse „7308”
9. Imago „7309”
10. Elven Fire „7310”
11. Ivy & Chrome „7311”
12. One Stage Before „7312”
13. Dark Angel „7313”
14. A Killing Glare „7314”
15. Celtic Double Cross „7315”
16. Eye Witness „7316”
17. Paradise Lost „7317”
18. Divided Assets „7318”
19. Double Exposure „7319”
20. Harlequins Back „7320”
21. Running Short „7321” (nigdy nie opublikowana)
22. Super Tuesday „7322”
23. Shadows of the Underworld „7323”
24. Predator and Prey „7324”
25. Misje „7325”
26. Mob War „7326”
27. Blood in the Boardroom „7327”
28. Renraku Arcology: Shutdown „7328”
29. First Run „7329”
30. Corporate Punishment „7330”
31. Brainscan „7331”

### Powieści w świecie gry
1. Nigdy nie ufaj smokom "5078", Robert N. Charrette (1 tom serii Trylogia Mocy)
2. Wybieraj swoich wrogów z rozwagą "5087", Robert N. Charrette (2 tom serii Trylogia Mocy)
3. Znajdź własną drogę "5145", Robert N. Charrette (ISBN 0-14-015241-5) (3 tom serii Trylogia Mocy)
4. Into the Shadows "5189" (także "7601"), red. Jordan K. Weisman (ISBN 0-14-017544-X)
5. "5199" Streets of Blood Carl Sargent i Marc Gascoigne (ISBN 0-14-017545-8)
6. 2XS "5210", Nigel Findley (ISBN 0-14-017557-1)
7. Changeling "5218", Chris Kubasik
8. Never Trust An Elf "5220", Robert N. Charrette
9. Shadowplay "5302", Nigel Findley (ISBN 0-14-017546-6)
10. Night’s Pawn "5310", Tom Dowd
11. Striper Assassin "5313", Nyx Smith
12. Fade to Black "5365", Nyx Smith
13. Lone Wolf "5367", Nigel Findley
14. Preying for Keeps "5374", Mel Odom
15. The Lucifer Deck "5377", Lisa Smedman
16. Nosferatu "5427", Carl Sargent i Marc Gascoigne
17. Burning Bright "5445", Tom Dowd
18. Who Hunts the Hunter? "5448", Nyx Smith
19. House of the Sun "5495", Nigel D. Findley
20. Worlds Without End "5496", Caroline Spector
21. Just Compensation "5537", Robert N Charrette
22. Black Madonna "5539", Carl Sargent i Marc Gascoigne
23. Dead Air "5542", Jak Koke
24. Steel Rain "5593", Nyx Smith
25. Shadowboxer "5628", Nicholas Pollota
26. Stranger Souls "5629", 1/3 Dragon Heart Saga. Jak Koke
27. Headhunters "5630", Mel Odom
28. Clockwork Asylum "5631", 2/3 Dragon Heart Saga. Jak Koke
29. Beyond the Pale, "5674" (Także "5710") 3/3 Dragon Heart Saga. Jak Koke
30. Bloodsport "5709", Lisa Smedman
31. Technobabel "5711", Stephen Kenson
32. Wolf and Raven "5712", Michael A. Stackpole
33. Psychotrope "5713", Lisa Smedman
34. The Terminus Experiment "5714", Jonathan E. Bond i Jak Koke
35. Run Hard, Die Fast "5741", Mel Odom
36. Crossroads "5742", Stephen Kenson
37. The Forever Drug "5749", Lisa Smedman
38. Ragnarock "5775", Stephen Kenson
39. Tails You Lose"5819", Lisa Smedman
40. The Burning Time "5839", Stephen Kenson
41. Private Agenda, Michael Mulvihill – nie ukazała się.